# Cornel Penu
Cornel Penu (* 16. Juni 1946 in Buzău) ist ein ehemaliger rumänischer Handballtorwart. Zu seiner aktiven Zeit wog er bei 1,91 Metern Körperlänge 87 Kilogramm.
Cornel Penu war Torhüter von Dinamo Bukarest. Sein erstes großes Turnier mit der Rumänischen Nationalmannschaft war die Weltmeisterschaft 1967, bei der die rumänische Mannschaft nach zwei Weltmeistertiteln bei den Turnieren zuvor den dritten Platz belegte. Drei Jahre später bei der Weltmeisterschaft 1970 in Frankreich siegte Rumänien im Finale gegen die DDR.
Die rumänischen Weltmeister zählten auch zu den Favoriten bei der olympischen Premiere des Hallenhandballs bei den Olympischen Spielen 1972 in München. Nach einer 14:13-Niederlage gegen die jugoslawische Mannschaft erreichten die Rumänen lediglich das Spiel um den dritten Platz, in dem sie mit 19:16 gegen die DDR gewannen. Bei der Weltmeisterschaft 1974 in der DDR standen sich im Finale wie vier Jahre zuvor die Rumänen und die DDR-Auswahl gegenüber, die Rumänen gewannen den Titel mit 14:12. 1976 in Montreal erreichten die Rumänen das olympische Finale gegen die sowjetische Mannschaft, unterlagen aber mit 15:19 deutlich.
Der 266-malige Nationalspieler Penu war bei allen Erfolgen der rumänischen Mannschaft in den 1970er Jahren ein Leistungsträger seiner Mannschaft. Im Finale der Weltmeisterschaft 1974 verließ der Kreisläufer der DDR Wolfgang Lakenmacher vorübergehend das Spielfeld, weil er nicht nur mit allen Würfen an Penu scheiterte, sondern weil ihn Penu auch bei jedem Versuch auslachte. Im Jahr 2000 ließ das World-Handball-Magazin von zehn Nationaltrainern eine Handballmannschaft des 20. Jahrhunderts zusammenstellen, als Torhüter nominierten diese Fachleute Cornel Penu.
Penu, dessen Hobby Malen ist, wohnt seit 2012 in Sedan, Frankreich, nachdem er 9 Jahre lang in Marrakesch, Marokko, als Trainer gearbeitet hatte.